# Митиха (приток Ини)
Митиха — река в Кемеровской и Новосибирской областях России. Устье реки находится в 230 км по правому берегу реки Иня. Длина реки составляет 13 км. Почти по всей длине реки проходит граница между Новосибирской и Кемеровской областями.

## Данные водного реестра
По данным государственного водного реестра России относится к Верхнеобскому бассейновому округу, водохозяйственный участок реки — Иня, речной подбассейн реки — бассейны притоков (Верхней) Оби до впадения Томи. Речной бассейн реки — (Верхняя) Обь до впадения Иртыша.